# Arsenal Air 100
Die Arsenal Air 100 ist ein einsitziges, französisches Segelflugzeug, das in den 1940er Jahren entwickelt wurde. Obwohl es nur in geringen Stückzahlen gebaut wurde, wurden damit verschiedene Rekorde wie der mit 56 Stunden und 15 Minuten bis heute gültigen Weltrekord im Dauersegelflug erflogen.

## Entwicklung und Konstruktion
Während und nach dem Zweiten Weltkrieg beeinflusste das deutsche Segelflugzeug DFS Weihe von 1938 andere Segelflugkonstruktionen wie die italienische CVV-6 Canguro und die Muster Gull 4 und Sky des britischen Herstellers Slingsby Aviation. Die Arsenal 100 basiert ebenfalls auf der DFS Weihe. Die Entwicklung begann bereits vor dem Krieg durch ein kleines Team mit dem Namen Groupe de l'Air unter der Leitung von Raymond Jarlaud.
Die Tragflächen beider Flugzeuge sind in Form und Konstruktion sehr ähnlich. Beide verfügen über eine Spannweite von 59,1 ft (18 m) und verjüngen sich linear mit gerundeten Flügelenden, wobei das Verjüngungsverhältnis der Air 100 größer ist, was zu einer geringfügig größeren Streckung führt. Bei einigen der späteren Air 100 sind die Flügelspitzen gerade ausgeführt und enden in aerodynamischen Verdickungen. Des Weiteren verfügen beide Tragflächen über ein Göttingen-549-Profil, wobei die Wurzeln der Air 100 dicker ausgeführt sind. Es handelt sich um Konstruktionen mit einzelnen Holzspanten, die vor dem Holm mit Sperrholz verkleidet und dahinter mit Stoff bespannt sind. Die Air 100 verfügt über gespaltene Querruder zur Erhöhung der Rollrate und Schempp-Hirth-Bremsklappen, die unmittelbar hinter dem Hauptholm angebracht sind.
Die Leitwerke beider Flugzeuge sind ebenfalls ähnlich. Die starren Teile sind mit Sperrholz verkleidet, die beweglichen Teile mit Stoff bespannt. Das Seitenleitwerk der Air 100 ist zwar breiter und weist kleine Unterschiede in der Form auf, beide Seitenleitwerke habe jedoch eine breite, runde Form und die Scharniere sind ungefähr in der Höhe der Höhenruder angebracht. Es gibt zwar signifikante Unterschiede in der Form der beiden Rümpfe, aber beide sind mit Sperrholz beplankt. Da die Tragfläche bei der DFS Weihe auf einem Bügel hinter dem Cockpit angebracht sind, verfügt sie über einen relativ schlanken Rumpf. Um die Aerodynamik des Rumpf-Flächenübergangs zu verbessern, versenkten die Konstrukteure der Air 100 die Tragfläche in den Rumpf und brachten sie damit auf Schulterhöhe. Im Gegensatz zu den Serienexemplaren hatte die Tragfläche des Prototyps noch keine V-Stellung. Die Nachkriegsmodelle verfügen über eine stärker gekrümmte und höhere Cockpithaube mit weniger Streben. Ursprünglich sollte die Air 100 auf einer Kufe und einem Stoßfänger am Heck landen. Die Serienexemplare wurden jedoch mit einem starren Einzelradfahrwerk ausgerüstet.
Die Air 100 absolvierte ihren Jungfernflug am 10. Juni 1947.

## Nutzung
Die beiden Prototypen der Air 100 bestritten ihren ersten Wettkampf nach nur drei Stunden Testflug bei den US-amerikanischen Nationalmeisterschaften in Wichita Falls, Kansas im Jahr 1947. Dort belegten sie den fünften und den achten Platz.
Im Jahr 1948 flog Donald Pollard in einer Air 100 206 mi (331,5 km) von Elmira in New York nach Asbury Park in New Jersey und gewann damit die Barringer Trophy.
Den Langzeitflugrekord stellte Charles Atger mit einer Air 100 am zweiten bis vierten April 1952 auf. Atger flog unter Ausnutzung des Mistral 56 Stunden und 15 Minuten über die Bergrücken der Alpillen. Dreißig Monate später kam der 21-jährige Bertrand Dauvin bei dem Versuch, Atgers Rekord zu brechen, ums Leben. Der Absturz wurde auf die Erschöpfung des Piloten zurückgeführt, weshalb die FAI künftige Dauerflug-Rekordversuche für Segelflieger untersagte. Daher bleibt Atgers Rekord bis heute bestehen.
Ein neuer Rundflugstreckenrekord der Frauen wurde am 12. Mai 1953 von Marcelle Choisnet mit einem Flug über 290 km von Beynes über Romilly-sur-Seine und zurück aufgestellt. Im Mai 1954 stellte sie auch einen Zielflugrekord der Frauen über 510 km in einer Air 102 auf.
In den 1950er Jahren wurden in Frankreich noch weitere Rekorde mit Arsenal Airs aufgestellt und Wettbewerbe bestritten. In Gebrauch waren die Muster allerdings noch wesentlich länger. Im Jahr 2010 waren noch drei Air 100 und zwei Air 102 in Europa registriert, wobei eine Air 102 nicht flugfähig war.

## Versionen

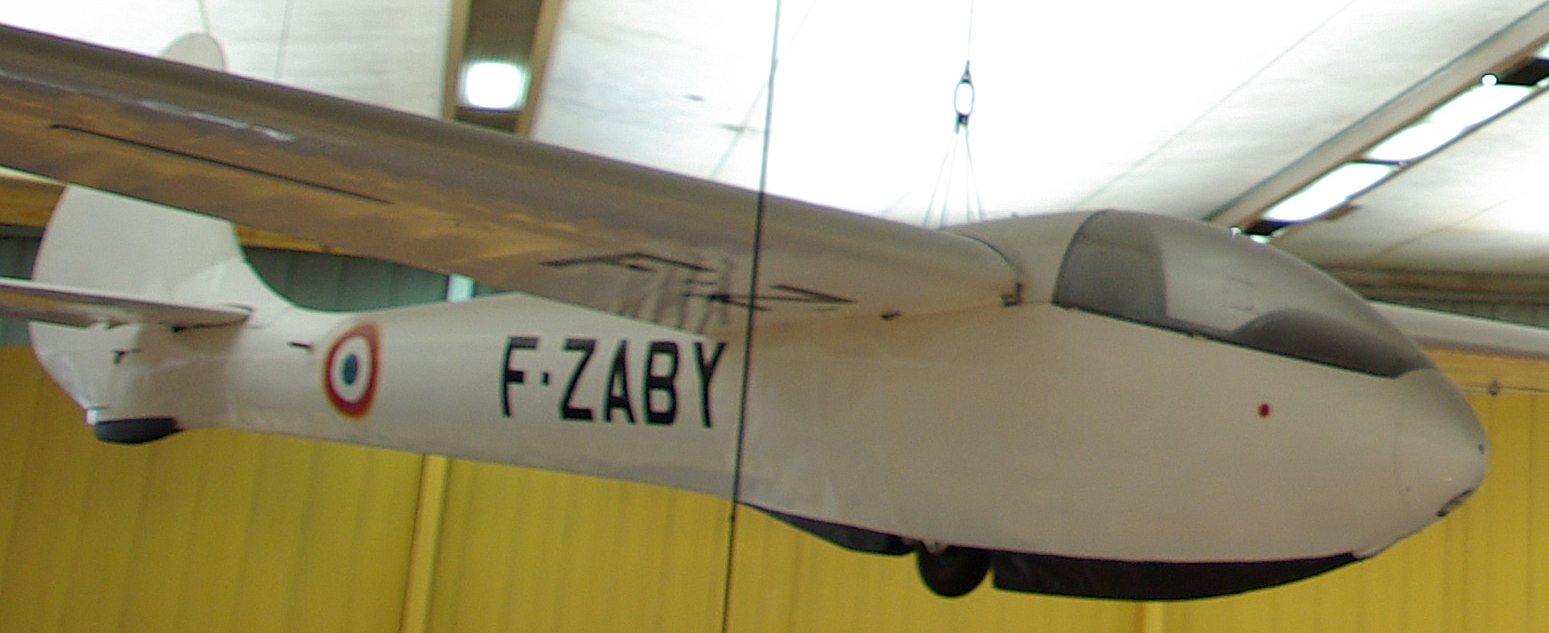
Air 101 im Musée de l'Air et de l'Espace in Le Bourget

Air 100Zwei Prototypen sowie fünfzehn Serienexemplare, gebaut von Victor Minié Aviation.
Air 101Ein gebautes Exemplar der Groupe de l'Air.
Air 102Fünfundzwanzig Exemplare mit versteifter Struktur, gebaut von Victor Minié.

## Erhaltene Exemplare
Neben vieler eingelagerter und in privatem Besitz befindlicher Exemplare sind zwei öffentlich zugänglich:
- Air 100 im Musée de l'Air et de l'Espace in Le Bourget[8]
- Air 102 im Musée Régional de l'Air in Marcé[8]

## Technische Daten (Air 100)
| Kenngröße             | Daten    |
| --------------------- | -------- |
| Besatzung             | 1        |
| Länge                 | 8,02 m   |
| Spannweite            | 18 m     |
| Flügelfläche          | 18 m²    |
| Flügelstreckung       | 18       |
| Gleitzahl             | 30       |
| Geringstes Sinken     | 0,6 m/s  |
| Leermasse             | 284 kg   |
| max. Startmasse       | 374 kg   |
| Höchstgeschwindigkeit | 220 km/h |